# Takashi Inui
Takashi Inui (乾 貴士?, Inui Takashi; Ōmihachiman, 2 giugno 1988) è un calciatore giapponese, centrocampista dello Shimizu S-Pulse.
Con la nazionale giapponese è stato vicecampione d'Asia nel 2019.

## Biografia
Ha praticato il calcio con successo già ai tempi delle scuole superiori, frequentanto la Shiga Yasu High School, giocando nella squadra della sua scuola portandola alla vittoria del campionato liceale. Ha sposato sua moglie Miki, dalla quale ha avuto un figlio, Koki.

## Caratteristiche tecniche
Gioca ricoprendo il ruolo di ala sinistra, ma anche quello di ala destra o trequartista, è di piede destro, capace di segnare calciando di prima intenzione inoltre è in grado di trovare il gol tirando dalla lunga distanza fuori area. Attaccante veloce e scattante, dotato di potenza di tiro, dribbling e visione di gioco, non manca di rendersi utile nelle azioni offensive con i suoi assist vincenti.

## Carriera

### Club

#### Yokohama F·Marinos e Cerezo Osaka
Inizierà a giocare come professionista nella J1 League, la massima divisione del calcio giapponese, con lo Yokohama F·Marinos il 10 marzo 2007 nella sconfitta contro lo Yokohama FC per 1-0, trovando poco spazio in quadra, è nel 2008 che Inui inizia a farsi notare nella seconda divisione giapponese, la J2 League, militando nel Cerezo Osaka segnando la sua prima rete nella vittoria per 2-0 contro il Montedio Yamagata, farà un altro gol battendo per 2-1 il Mito HollyHock e un'altra rete sconfiggendo il Thespakusatsu Gunma per 4-0, oltre a una doppietta vincendo per 4-1 ai danni del Sagan Tosu. Nell'edizione successiva del campionato, quella del 2009, dove segnerà quattro reti, prima nella vittoria per 4-1 contro l'Avispa Fukuoka e poi seccessivamente battendo per 5-0 il Thespakusatsu Gunma, segnerà un gol sia contro il Sagan Tosu che contro il Fagiano Okayama vincendo entrambe le partite per il risultato di 4-1 e farà una doppietta battendo, sempre per 4-1, il Roasso Kumamoto, la squadra si classificherà seconda e verrà promossa alla prima divisione, dopo aver formato una coppia formidabile con Shinji Kagawa (che sarà il suo compagno di squadra in nazionale nel Mondiale 2018) segnando in quella stagione 20 reti in 47 presenze. Nelle due stagioni successive nella J1 League il numero dei goal è nettamente inferiore, la sua prima rete nella massima divisione nipponica l'ha segnata il 27 marzo 2010 perdendo per 3-2 contro l'Urawa Red Diamonds, tuttavia numerosi sono gli assist e le giocate, che gli consentono di essere notato dagli scout europei.

#### Bochum e Eintracht Francoforte
Nel 2011 il Bochum, squadra militante nella seconda divisione tedesca, lo preleva per una cifra intorno ai 600.000 euro dal Cerezo Osaka. Qui inizia la sua avventura in Europa, mettendo a segno 7 reti in 30 presenze nella 2.Bundesliga, la prima rete l'ha segnata perdendo per 2-1 contro l'Union Berlin, segnerà un altro gol nella vittoria per 3-1 contro il Monaco 1860, farà la rete del 5-3 battendo il FC Ingolstadt 04 e con un suo gol la squadra vincerà per 1-0 prevalendo contro l'Alemannia Aachen. La stagione immediatamente successiva passa in Bundesliga (prima divisione), all'Eintracht Francoforte, per una cifra vicina a 1,5 milioni di euro, firmando un triennale. L'allenatore Armin Veh lo presenta come "il miglior giocatore di tutta la 2.Bundesliga nella scorsa stagione". Titolare fisso, segna il suo primo gol in Bundesliga contro l'Amburgo, il 16 settembre aprendo le marcature nella vittoria per 3-2, e segnerà in altre vittorie come quella per 2-1 contro il 1. FC Nürnberg o quella vinta per 3-2 ai danni del Greuther Fürth, segnerà la rete del 4-1 battendo il Werder Brema e farà il gol del 2-0 sconfiggendo il Wolfsburg. È andato a quota 3 assist e 3 goal in 5 giornate. Nella Coppa di Germania sarà l'uomo partita nella vittoria contro il Bochum prima segnando una rete e poi fornendo a Stefan Aigner l'assist con cui quest'ultimo segnerà la rete del 2-0. In Europa League segnerà con un colpo di testa il gol del 2-1 battendo il Qarabağ Futbol Klubu. Farà il suo ultimo gol per la squadra il 22 novembre 2014 con la rete del 3-1 battendo il Gladbach.

#### Eibar
Il 25 agosto 2015 viene ceduto a titolo definitivo all'Eibar. Il 10 gennaio 2015 segna la sua prima rete con il club basco, nel match vinto contro l'Espanyol oltre a fornire a Borja Bastón l'assist con cui segnerà il gol del 2-1. Farà un gol anche contro il Granada vincendo la partita per 5-1. Durante la Coppa del Re fornirà due assist vincenti contro il Ponferradina vincendo per 4-0. Nell'edizione 2016-2017 del campionato spagnolo farà una rete nella vittoria per 3-2 battendo il Villarreal. Il 21 maggio 2017, realizza la sua prima doppietta in Spagna contro il Barcellona al Camp Nou, l'ultima giornata di campionato, portando in vantaggio l'Eibar per 0-2 (dopo aver fatto un solo gol durante tutta la stagione). La partita alla fine ha però visto i blaugrana vincere con un 4-2 finale. Nell'edizione 2017-2018 con un suo cross permetterà a Alejandro Gálvez di segnare la rete del 1-0 vincendo contro il Leganés, farà un gol contro il Valencia vincendo per 2-1, inoltre sarà autore di una doppietta nella partita vinta per 4-1 contro il Girona.

#### Betis e Alavés
Nel 2018 avrà una breve esperienza nel Betis, giocando in sole quattordici partite senza segnare nemmeno una rete, in una partita della Coppa del Re ha ottenuto un calcio di rigore che Sergio León ha facilmente trasformato permettendo alla quadra di battere per 1-0 il Racing Santander. Nel 2019 indosserà la maglia dell'Alavés segnando due reti: la prima con il gol del 2-1 battendo il Villarreal mentre il secondo nel pareggio per 1-1 contro l'Eibar.

#### Ritorno all'Eibar
Farà ritorno all'Eibar, con un suo assist Fabián Orellana segnerà la rete del 2-0 battendo il Celta Vigo, segnerà la rete del 3-0 contro il Granada, e farà un gol anche contro il Real Valladolid (segnando una rete a porta vuota) nel match vinto per 3-1.

#### Ritorno al Cerezo Osaka
Il 31 agosto 2021 fa ritorno al Cerezo Osaka.
Il 5 settembre seguente compie il suo secondo debutto con il Cerezo Osaka nel successo per 4-0 contro i rivali del Gamba Osaka, nei quarti di finale di Coppa J.League. Il 24 dicembre dello stesso anno torna al gol con la maglia rosablu, aprendo le marcature al 6º minuto nella vittoriosa partita di campionato per 2-1 contro gli Yokohama F·Marinos.
L'11 aprile 2022 finisce fuori rosa temporaneamente, in quanto è risultato protagonista di alcuni episodi polemici: infatti, il 5 aprile precedente, nella sfida di campionato contro il Kashiwa Reysol, non ha stretto la mano al suo allenatore Akio Kogiku poiché era contrario alla sua decisione di sostituirlo. Qualche giorno più tardi, il proprio club annuncia che è stato squalificato per le successive sei partite.
Il 9 giugno, decide assieme al club e al presidente Hiroaki Morishima di sciogliere il suo contratto che lo legava al Cerezo Osaka.

#### Shimizu S-Pulse
Il 22 luglio 2022, dopo essersi allenato con il Fagiano Okayama, viene ingaggiato dallo Shimizu S-Pulse a parametro zero.

### Nazionale
Il 20 gennaio 2009, dopo le convocazioni da parte dell'Under 21 in cui disputa 2 partite, viene convocato in nazionale maggiore nell'amichevole contro lo Yemen vinta per 2-1. Segnerà per la prima volta con la maglia della nazionale nell'amichevole vinta per 6-0 contro l'Honduras il 14 novembre 2014, mettendo a segno una doppietta. Viene convocato per giocare alla Coppa d'Asia 2015 giocando in tutte e quattro le partite. Segnerà un'altra doppietta nell'amichevole vinta per 4-2 contro il Paraguay. Viene convocato nel 2018 per il Mondiale in Russia, giocato in Russia, dove si rileva una delle inaspettate sorprese della competizione, Inui sarà determinante per la qualificazione agli ottavi di finale, nel pareggio contro il Senegal segnerà una rete e con un suo assist Keisuke Honda farà il gol del 2-2, tale pareggio peserà molto sulla qualificazione per la fase a eliminazione diretta dove passano il turno come seconda squadra, e agli ottavi di finale verranno eliminati dal Belgio perdendo per 3-2 sebbene Inui sia riuscito a segnare il suo secondo gol durante l'ultima partita.
Il 5 gennaio 2019 viene convocato per la Coppa d'Asia 2019 in sostituzione dell'infortunato Shōya Nakajima.

## Statistiche

### Presenze e reti nei club
Statistiche aggiornate al 10 gennaio 2025.
| Stagione                     | Squadra                      | Campionato                   | Campionato | Campionato | Coppe nazionali | Coppe nazionali | Coppe nazionali | Coppe continentali | Coppe continentali | Coppe continentali | Altre coppe | Altre coppe | Altre coppe | Totale | Totale | Totale |
| Stagione                     | Squadra                      | Comp                         | Pres       | Reti       | Comp            | Pres            | Reti            | Comp               | Pres               | Reti               | Comp        | Pres        | Reti        | Pres   | Reti   |        |
| ---------------------------- | ---------------------------- | ---------------------------- | ---------- | ---------- | --------------- | --------------- | --------------- | ------------------ | ------------------ | ------------------ | ----------- | ----------- | ----------- | ------ | ------ | ------ |
| 2007                         | Yokohama Marinos             | J1                           | 7          | 0          | CI+CdL          | 0+3             | 0+0             | -                  | -                  | -                  | -           | -           | -           | 10     | 0      |        |
| mar.-giu. 2008               | Yokohama Marinos             | J1                           | 0          | 0          | CI+CdL          | 0+3             | 0+0             | -                  | -                  | -                  | -           | -           | -           | 3      | 0      |        |
| Totale Yokohama Marinos      | Totale Yokohama Marinos      | Totale Yokohama Marinos      | 7          | 0          |                 | 6               | 0               |                    | -                  | -                  |             | -           | -           | 13     | 0      |        |
| giu.-dic. 2008               | Cerezo Osaka                 | J2                           | 20         | 6          | CI+CdL          | 2+0             | 0+0             | -                  | -                  | -                  | -           | -           | -           | 22     | 6      |        |
| 2009                         | Cerezo Osaka                 | J2                           | 47         | 20         | CI+CdL          | 1+0             | 1+0             | -                  | -                  | -                  | -           | -           | -           | 48     | 21     |        |
| 2010                         | Cerezo Osaka                 | J1                           | 33         | 4          | CI+CdL          | 2+6             | 1+0             | -                  | -                  | -                  | -           | -           | -           | 41     | 5      |        |
| 2011                         | Cerezo Osaka                 | J1                           | 14         | 5          | CI+CdL          | 0+0             | 0+0             | ACL                | 7                  | 4                  | -           | -           | -           | 21     | 9      |        |
| 2011-2012                    | Bochum                       | 2BL                          | 30         | 7          | CG              | 2               | 0               | -                  | -                  | -                  | -           | -           | -           | 32     | 7      |        |
| 2012-2013                    | Eintracht Francoforte        | BL                           | 33         | 6          | CG              | 1               | 0               | -                  | -                  | -                  | -           | -           | -           | 34     | 6      |        |
| 2013-2014                    | Eintracht Francoforte        | BL                           | 14         | 0          | CG              | 2               | 1               | UEL                | 6                  | 1                  | -           | -           | -           | 22     | 2      |        |
| 2014-2015                    | Eintracht Francoforte        | BL                           | 27         | 1          | CG              | 2               | 0               | -                  | -                  | -                  | -           | -           | -           | 29     | 1      |        |
| lug.-ago. 2015               | Eintracht Francoforte        | BL                           | 1          | 0          | CG              | 1               | 0               | -                  | -                  | -                  | -           | -           | -           | 2      | 0      |        |
| Totale Eintracht Francoforte | Totale Eintracht Francoforte | Totale Eintracht Francoforte | 75         | 7          |                 | 6               | 1               |                    | 6                  | 1                  |             | -           | -           | 87     | 9      |        |
| 2015-2016                    | Eibar                        | PD                           | 27         | 3          | CR              | 2               | 0               | -                  | -                  | -                  | -           | -           | -           | 29     | 3      |        |
| 2016-2017                    | Eibar                        | PD                           | 28         | 3          | CR              | 2               | 0               | -                  | -                  | -                  | -           | -           | -           | 30     | 3      |        |
| 2017-2018                    | Eibar                        | PD                           | 34         | 5          | CR              | 1               | 0               | -                  | -                  | -                  | -           | -           | -           | 35     | 5      |        |
| 2018-gen. 2019               | Betis                        | PD                           | 8          | 0          | CR              | 2               | 0               | UEL                | 4                  | 0                  | -           | -           | -           | 14     | 0      |        |
| gen.-giu. 2019               | Alavés                       | PD                           | 12         | 2          | CR              | 0               | 0               | -                  | -                  | -                  | -           | -           | -           | 12     | 2      |        |
| 2019-2020                    | Eibar                        | PD                           | 29         | 2          | CR              | 0               | 0               | -                  | -                  | -                  | -           | -           | -           | 29     | 2      |        |
| 2020-2021                    | Eibar                        | PD                           | 28         | 1          | CR              | 2               | 0               | -                  | -                  | -                  | -           | -           | -           | 30     | 1      |        |
| Totale Eibar                 | Totale Eibar                 | Totale Eibar                 | 146        | 14         |                 | 7               | 0               |                    | -                  | -                  |             | -           | -           | 153    | 14     |        |
| 2021                         | Cerezo Osaka                 | J1                           | 8          | 1          | CI+CdL          | 0+4             | 0+0             | ACL                | 1                  | 0                  | -           | -           | -           | 13     | 1      |        |
| feb.-lug. 2022               | Cerezo Osaka                 | J1                           | 5          | 3          | CI+CdL          | 0+1             | 0+1             | -                  | -                  | -                  | -           | -           | -           | 6      | 4      |        |
| Totale Cerezo Osaka          | Totale Cerezo Osaka          | Totale Cerezo Osaka          | 127        | 39         |                 | 16              | 3               |                    | 8                  | 4                  |             | -           | -           | 151    | 46     |        |
| lug.-nov. 2022               | Shimizu S-Pulse              | J1                           | 10         | 1          | CI+CdL          | 0+0             | 0+0             | -                  | -                  | -                  | -           | -           | -           | 10     | 1      |        |
| 2023                         | Shimizu S-Pulse              | J2                           | 32+2       | 10         | CI+CdL          | 0+3             | 0+0             | -                  | -                  | -                  | -           | -           | -           | 37     | 10     |        |
| 2024                         | Shimizu S-Pulse              | J2                           | 30         | 5          | CI+CdL          | 1+0             | 0+0             | -                  | -                  | -                  | -           | -           | -           | 31     | 5      |        |
| Totale S Pulse               | Totale S Pulse               | Totale S Pulse               | 72+2       | 16         |                 | 4               | 0               |                    | -                  | -                  |             | -           | -           | 78     | 16     |        |
| Totale carriera              | Totale carriera              | Totale carriera              | 479        | 85         |                 | 43              | 4               |                    | 18                 | 5                  |             | -           | -           | 540    | 94     |        |

### Cronologia presenze e reti in nazionale
| Cronologia completa delle presenze e delle reti in nazionale ― Giappone | Cronologia completa delle presenze e delle reti in nazionale ― Giappone | Cronologia completa delle presenze e delle reti in nazionale ― Giappone | Cronologia completa delle presenze e delle reti in nazionale ― Giappone | Cronologia completa delle presenze e delle reti in nazionale ― Giappone | Cronologia completa delle presenze e delle reti in nazionale ― Giappone | Cronologia completa delle presenze e delle reti in nazionale ― Giappone | Cronologia completa delle presenze e delle reti in nazionale ― Giappone |
| Data                                                                    | Città                                                                   | In casa                                                                 | Risultato                                                               | Ospiti                                                                  | Competizione                                                            | Reti                                                                    | Note                                                                    |
| ----------------------------------------------------------------------- | ----------------------------------------------------------------------- | ----------------------------------------------------------------------- | ----------------------------------------------------------------------- | ----------------------------------------------------------------------- | ----------------------------------------------------------------------- | ----------------------------------------------------------------------- | ----------------------------------------------------------------------- |
| 20-1-2009                                                               | Kumamoto                                                                | Giappone                                                                | 2 – 1                                                                   | Yemen                                                                   | Qual. Coppa d'Asia 2011                                                 | -                                                                       | 79’                                                                     |
| 6-1-2010                                                                | Sana'a                                                                  | Yemen                                                                   | 2 – 3                                                                   | Giappone                                                                | Qual. Coppa d'Asia 2011                                                 | -                                                                       | 46’                                                                     |
| 7-9-2010                                                                | Osaka                                                                   | Giappone                                                                | 2 – 1                                                                   | Guatemala                                                               | Amichevole                                                              | -                                                                       | 46’                                                                     |
| 29-2-2012                                                               | Toyota                                                                  | Giappone                                                                | 0 – 1                                                                   | Uzbekistan                                                              | Qual. Mondiali 2014                                                     | -                                                                       | 59’                                                                     |
| 12-10-2012                                                              | Saint-Denis                                                             | Francia                                                                 | 0 – 1                                                                   | Giappone                                                                | Amichevole                                                              | -                                                                       | 62’                                                                     |
| 16-10-2012                                                              | Breslavia                                                               | Giappone                                                                | 0 – 4                                                                   | Brasile                                                                 | Amichevole                                                              | -                                                                       | 46’                                                                     |
| 6-2-2013                                                                | Kobe                                                                    | Giappone                                                                | 3 – 0                                                                   | Lettonia                                                                | Amichevole                                                              | -                                                                       | 62’                                                                     |
| 22-3-2013                                                               | Doha                                                                    | Giappone                                                                | 2 – 1                                                                   | Canada                                                                  | Amichevole                                                              | -                                                                       | 63’                                                                     |
| 26-3-2013                                                               | Amman                                                                   | Giordania                                                               | 2 – 1                                                                   | Giappone                                                                | Qual. Mondiali 2014                                                     | -                                                                       | 86’                                                                     |
| 30-5-2013                                                               | Toyota                                                                  | Giappone                                                                | 0 – 2                                                                   | Bulgaria                                                                | Amichevole                                                              | -                                                                       | 69’                                                                     |
| 15-6-2013                                                               | Brasilia                                                                | Brasile                                                                 | 3 – 0                                                                   | Giappone                                                                | Conf. Cup 2013 - 1º turno                                               | -                                                                       | 89’                                                                     |
| 11-10-2013                                                              | Novi Sad                                                                | Serbia                                                                  | 2 – 0                                                                   | Giappone                                                                | Amichevole                                                              | -                                                                       | 86’                                                                     |
| 14-11-2014                                                              | Toyota                                                                  | Giappone                                                                | 6 – 0                                                                   | Honduras                                                                | Amichevole                                                              | 2                                                                       | 46’                                                                     |
| 18-11-2014                                                              | Osaka                                                                   | Giappone                                                                | 2 – 1                                                                   | Australia                                                               | Amichevole                                                              | -                                                                       | 57’                                                                     |
| 12-1-2015                                                               | Newcastle                                                               | Giappone                                                                | 4 – 0                                                                   | Palestina                                                               | Coppa d'Asia 2015 - 1º turno                                            | -                                                                       | 46’                                                                     |
| 16-1-2015                                                               | Brisbane                                                                | Iraq                                                                    | 0 – 1                                                                   | Giappone                                                                | Coppa d'Asia 2015 - 1º turno                                            | -                                                                       | 63’                                                                     |
| 20-1-2015                                                               | Melbourne                                                               | Giappone                                                                | 2 – 0                                                                   | Giordania                                                               | Coppa d'Asia 2015 - 1º turno                                            | -                                                                       | 48’ 49’                                                                 |
| 23-1-2015                                                               | Sydney                                                                  | Giappone                                                                | 1 – 1 dts (4 – 5 dtr)                                                   | Emirati Arabi Uniti                                                     | Coppa d'Asia 2015 - Quarti di finale                                    | -                                                                       | 46’                                                                     |
| 31-3-2015                                                               | Tokyo                                                                   | Giappone                                                                | 5 – 1                                                                   | Uzbekistan                                                              | Amichevole                                                              | -                                                                       | 63’                                                                     |
| 7-6-2017                                                                | Chōfu                                                                   | Giappone                                                                | 1 – 1                                                                   | Siria                                                                   | Amichevole                                                              | -                                                                       | 59’                                                                     |
| 31-8-2017                                                               | Saitama                                                                 | Giappone                                                                | 2 – 0                                                                   | Australia                                                               | Qual. Mondiali 2018                                                     | -                                                                       | 75’                                                                     |
| 6-10-2017                                                               | Toyota                                                                  | Giappone                                                                | 2 – 1                                                                   | Nuova Zelanda                                                           | Amichevole                                                              | -                                                                       | 70’                                                                     |
| 10-10-2017                                                              | Yokohama                                                                | Giappone                                                                | 3 – 3                                                                   | Haiti                                                                   | Amichevole                                                              | -                                                                       | 80’                                                                     |
| 10-11-2017                                                              | Villeneuve-d'Ascq                                                       | Giappone                                                                | 1 – 3                                                                   | Brasile                                                                 | Amichevole                                                              | -                                                                       | 70’                                                                     |
| 14-11-2017                                                              | Bruges                                                                  | Belgio                                                                  | 1 – 0                                                                   | Giappone                                                                | Amichevole                                                              | -                                                                       | 78’                                                                     |
| 8-6-2018                                                                | Lugano                                                                  | Svizzera                                                                | 2 – 0                                                                   | Giappone                                                                | Amichevole                                                              | -                                                                       | 55’                                                                     |
| 12-6-2018                                                               | Innsbruck                                                               | Giappone                                                                | 4 – 2                                                                   | Paraguay                                                                | Amichevole                                                              | 2                                                                       | 79’                                                                     |
| 19-6-2018                                                               | Saransk                                                                 | Colombia                                                                | 1 – 2                                                                   | Giappone                                                                | Mondiali 2018 - 1º turno                                                | -                                                                       |                                                                         |
| 24-6-2018                                                               | Ekaterinburg                                                            | Giappone                                                                | 2 – 2                                                                   | Senegal                                                                 | Mondiali 2018 - 1º turno                                                | 1                                                                       | 68’ 87’                                                                 |
| 28-6-2018                                                               | Volgograd                                                               | Giappone                                                                | 0 – 1                                                                   | Polonia                                                                 | Mondiali 2018 - 1º turno                                                | -                                                                       | 65’                                                                     |
| 2-7-2018                                                                | Rostov sul Don                                                          | Belgio                                                                  | 3 – 2                                                                   | Giappone                                                                | Mondiali 2018 - Ottavi di finale                                        | 1                                                                       |                                                                         |
| 17-1-2019                                                               | al-'Ayn                                                                 | Giappone                                                                | 2 – 1                                                                   | Uzbekistan                                                              | Coppa d'Asia 2019 - 1º turno                                            | -                                                                       | 81’                                                                     |
| 24-1-2019                                                               | Dubai                                                                   | Vietnam                                                                 | 0 – 1                                                                   | Giappone                                                                | Coppa d'Asia 2019 - Quarti di finale                                    | -                                                                       | 79’                                                                     |
| 1-2-2019                                                                | Abu Dhabi                                                               | Giappone                                                                | 1 – 3                                                                   | Qatar                                                                   | Coppa d'Asia 2019 - Finale                                              | -                                                                       | 89’                                                                     |
| 22-3-2019                                                               | Yokohama                                                                | Giappone                                                                | 0 – 1                                                                   | Colombia                                                                | Amichevole                                                              | -                                                                       | 71’                                                                     |
| 26-3-2019                                                               | Kobe                                                                    | Giappone                                                                | 1 – 0                                                                   | Bolivia                                                                 | Amichevole                                                              | -                                                                       | 62’                                                                     |
| Totale                                                                  |                                                                         | Presenze                                                                | 36                                                                      |                                                                         | Reti                                                                    | 6                                                                       |                                                                         |

## Palmarès

### Club

#### Competizioni nazionali
- J2 League: 1

Shimizu S-Pulse: 2024

### Individuale
- Squadra della J2 League: 1

2023